# 阿乱霊
阿乱 霊（あらん れい、1960年ごろ - ）は、日本の漫画家。1980年代から1990年代前半に主に成人向け漫画雑誌で活躍していた。

## 概要
達筆な画力で描かれる魅力的な美少女達が繰り広げるハードコアな性描写は当時としては画期的であり、後続の漫画家に多大な影響を与えた。ただし少々猟奇的な描写を含む作品も多い。破李拳竜、千之ナイフ、ちみもりを（高屋良樹の別名義）、明石ただし（雨宮じゅんの別名義）、新田真子、あさりよしとおらと同時期に活動したことで知られている。
全盛期には業界トップクラスの人気を誇っており、多数の雑誌に連載を持っていたが、無闇に手を広げたことによる過負荷のためか数話描いただけで中断してしまう連載が相次ぎ、ほとんど全ての作品が未完のままになっている。後に「未完」を「蜜柑」に掛けた自虐的タイトルの短編集「さよならみかん」を出したほど。単行本未収録の作品も数多い。
無事に完結した中長編作品は「いつまでもどこまでも」ただ一作のみ。
また、初の連載作品である「妖精たちの星（全3）」は独立した作品として単行本に収録されず、パトライザー3 PART-1（及び新装版）にパトライザーの主人公達が映画館で見ている映画（劇中劇）という実験的な形で収録されており、日の目を見ない作品となっている。
主な掲載雑誌は「レモンピープル」。代表作は「戦え!!イクサー1」や「パトライザー3」(ただしどちらも未完)。
近年も稀に成人向け漫画雑誌などに作品を掲載することがあるが、全盛期を知るファンはもはや少なく、作品内容もすっかり大人しくなってしまったため、さほど話題になることはない。

## 主な未完作品
- パトライザー3
- 戦え!!イクサー1
- THE ICZER ONE
- スペースハンター
- LIFE QUEST
- 天鬼-アマギ-

## 漫画単行本
- まじかるぽっと(1986/09)
- みんな元気かい!! (久保書店)(1987/12)
- いつまでもどこまでも (久保書店)(1992/01)
- パトライザー3 PART-1 (久保書店)(1992/11)
- パトライザー3 PART-2 (久保書店)(1993/03)
- パトライザー3 PART-3 (久保書店)(未発売)
- スペースハンター (東京三世社)(1994/12)
- さよならみかん (久保書店)(1999/11)
- 貧乳が斬る！　(久保書店)(2005/08)(アンソロジー)

## 画集
- ノーティス ― 阿乱霊画集 (久保書店)(1988/06)

## その他の仕事
- ホビージャパンのモデルガン雑誌 (イラスト連載)
- 魔境外伝レディウス (アニメ)(キャラ原案)
- 戦え!!イクサー1 (アニメ)(原作)
- 戦え!!イクサー1 (ノベライズ作品)(挿絵?)
- 新世紀エヴァンゲリオンアンソロジー「失楽園」（読み切り）

その他、挿絵の仕事多数

## 同人誌
- モルテンクラブ（アタッカーYOU!）